# ذا فويس: أحلى صوت (الموسم 6)
الموسم السادس والأخير من ذا فويس: أحلى صوت  أعطت إم بي سي إشارة تصويره يوم 2020 في مؤتمر صحافي قبيل تصويره أعلنت فيه عن مدربيه الجدد حيث شهد هذا الموسم شبه الزلزال حيث تغير أغلب مدربيه ولم يبقى سوى راغب علامة وانظم إليه كل من مصطفى قمر ونانسي عجرم وحمادة هلال الا أن mbc صدمت الجماهير العربية بخبر إستبعاد أحلام وتعويضها بنوال بعد أن قامت بتصوير كل الحلقات المسجلة والبرومو وقبيل عرض البرنامج بأقل من شهر.  وبعد فترة من التأجيلات قررت mbc إعادة الملكة للبرنامج لعدة اعتبارات أهمها ضرورة الحلقات التلقائية و  الفائز بالطبعة السادس والأخير من ذا فويس بالنسخة العربية هو من  لبنان الجنسية بعد تحصلها على أعلى نسبة تصويت وكما عرفت مهدي خلال البرنامج بخامة صوتها النادرة، بالحصان الرابح.  كما شهد تغيير كلي في مقدميه ليتولى تقديمه كل من ناردين فرج مقدمة فقرة أرابز غوت تالنت إكسترا في الموسمين 3 و4 محمد الدوسري مقدم أم بي سي.
أما جديد هذا الموسم، فهو إتاحة فرص خطف غير محدودة للمواهب من فرق المدربين الآخرين والإستقرار على مشترك واحد خطف من فريق المدربين الآخرين بعد أن استبعدهم مدربهم بحيث كل موهبة مختطفة جديدة تؤدي لخروج الموهبة المختطفة السابقة إلى غاية الاستقرار على موهبة مختطفة أخيرة. بعد أن اقتصرت على خطف مشترك واحد فقط من فريق آخر مستبعد والتي أضيفت في الموسم الثاني. كما تم تغيير شكل الديكور ليصبح مشابه لديكور BBC The Voice. أما التعديلات التفصيلية الأخرى في بنية الموسم السادس فأبرزها إلغاء ما كان يُعرَف في الموسم الثالث  بـالـ "Double Blind" أو «الستارة المزدوجة»، التي كانت تحجب بعض المشتركين المُختارين عن المدرّبين وكذلك عن الجمهور في الاستوديو وعن المشاهدين في منازلهم.
ومن الجديد أيضا إضافة زر البلوك الذي يسمح للمدربين بحظر بعضهم من بعض المواهب التي اعجبتهم ولكل مدرب فرصة بلوك واحدة.

## الحلقات

### مرحلة الصوت وبس

#### الحلقة الأولى:ديسمبر2022
| التسلسل | المتسابق      | الأغنية                                      | خيارات المدربين والمتسابقين | خيارات المدربين والمتسابقين | خيارات المدربين والمتسابقين | خيارات المدربين والمتسابقين |
| التسلسل | المتسابق      | الأغنية                                      | مصطفى                       | نانسي                       | راغب                        | حمادة                       |
| ------- | ------------- | -------------------------------------------- | --------------------------- | --------------------------- | --------------------------- | --------------------------- |
| 1       | شريف رواحي    | "Yummy"، جستن بيبر "يا صباح الخير"، أم كلثوم | ✔                           | ✔                           | ✔                           | ✔                           |
| 2       | حفيظ الطاهر   | "يا مهاجر "، حاتم العراقي                    | ✔                           | ✔                           | ✔                           | ✘                           |
| 3       | عفاف جمعة     | "Zombie"، ذي كرانبيريز                       | ✔                           | ✔                           | ✔                           | ✔                           |
| 4       | أدهم بسام     | "انساي"، سعد لمجرد محمد رمضان                | -                           | -                           | -                           | -                           |
| 5       | ديما شديد     | "قالو"، نوال الزغبي                          | ✔                           | ✔                           | ✔                           | ✔                           |
| 6       | ياسين الهمامي | "كل القصايد"، مروان خوري                     | -                           | ✔                           | -                           | -                           |

### مرحلة الأكابيلا
ولأول مرة في ذا فويس تم كسر قواعد البرنامج وارتفاع عدد الأصوات في كل فريق إلى 15 صوت مما أدى إلى خروج 3 أصوات من كل فريق بدون أن ينتقلوا لمرحلة المواجهة بعد غناؤهم بدون موسيقى فيما يعرف بالأكابيلا والأصوات الثلاثة الذين خرجوا في الأكابيلا هم:-
| 1 | راغب  | TBA | TBA | TBA |  |  |
|   |       |     |     |     |  |  |
| 2 | نانسي | TBA | TBA | TBA |  |  |
|   |       |     |     |     |  |  |
| 3 | حمادة | TBA | TBA | TBA |  |  |
|   |       |     |     |     |  |  |
| 4 | مصطفى | TBA | TBA | TBA |  |  |

## إحيائه من جديد
في 11 أيلول 2020، تم إطلاق الموسم السادس من سوبر ستار وهذه المرة على قناة إم تي في اللبنانية وقناة فوكس المصرية، بعد أن قامت القناة بشراء حقوقه من إم بي سي 1، الذي تخلى عنه بسبب قلة الميزانية لديه وكلفة إنتاجه الباهظة، حيث تم تغيير اسم البرنامج من «ذا فويس: أحلى صوت» إلى سوبر ستار.